# Walfrid Berg
Erik Walfrid Berg, född 23 juli 1901 i Eskilstuna, död 9 december 1977 i Sankt Matteus församling, Stockholm, var en svensk bankman.
Efter realexamen i Eskilstuna 1918 studerade Berg vid Bröderna Påhlmans handelsinstitut och var Svenska Sparbanksföreningens stipendiat i Tyskland 1936. Han anställdes i Eskilstuna Sparbank 1919, blev kassör där 1938 och direktör vid Söderhamns stads och Sydöstra Hälsinglands Sparbank 1943.
Berg skrev Redogörelse över sparbanksväsendet i Tyskland (1937).